# The Inside
The Inside es una serie de televisión estadounidense sobre crimen, creada por Tim Minear y Howard Gordon, y producida por Imagine Entertainment. The Inside sigue el trabajo de la Unidad de Crímenes violentos (VCU: sigla en inglés de Violent Crimes Unit) de la FBI de Los Ángeles; una división dedicada a investigar crímenes particularmente peligrosos.
The Inside inicialmente fue lanzada al aire por la red FOX desde el 8 de junio al 13 de julio de 2005.
Aunque se produjeron trece episodios, FOX sólo emitió siete antes de cancelar la serie. Todos los trece episodios fueron emitidos posteriormente en la red británica ITV4 en el 2006 y luego en otoño de 2007 por CBC Country Canada.

## Trama
El show muestra a Nichols como Rebecca Locke; una agente novata del FBI que se une a la VCU (Unidad de Crímenes Violentos) luego de la muerte de un miembro anterior. Mientras ella prueba ser una investigadora brillante, tiene un secreto que sólo ella y el misterioso director de la VCU, Virgin "Web" Webster (Coyote), conocen; que siendo una niña de 10 años, Rebecca fue secuestrada desde su hogar por 18 meses (caso parecido al de Elizabeth Smart). Increíblemente, nadie la encontró y rescató. Ella salió del trauma por sí misma, abriendo fuego y luego escapando en el caos resultante. Webster manipula la experiencia de Rebecca en cada caso, usando la introspección que ha adquirido para establecer el perfil de la víctima -- y del criminal.
Otro aspecto importante de la trama es la batalla moral entre Webster, quien parece querer usar el don de Rebecca para atrapar el tema desconocido de la investigación a cualquier costo, y el compañero de Rebecca Paul Ryan (Harrington), quien se ve a sí mismo como la voz de la conciencia en la batalla por el alma de Rebecca. Adicionalmente, el pasado de Webster es bastante desconocido; los espectadores quedan preguntándose cuánto exactamente tiene en común con los criminales que persigue. 
El show fue una idea original de Tim Minear, creador de Angel y Firefly. Mientras FOX ya había desarrollado una versión temprana del show (una imitación de 21 Jump Street), Minear la rearmó, con Nichols como la única base. Al episodio siete de los trece de su primera temporada, FOX canceló The Inside, haciéndola la tercera serie (junto con Firefly y Wonderfalls) de Minear abortada por la red. En 2006 Minear planeó lanzar en DVDlos trece episodios originales, más el piloto Jump Street y otro piloto más que fue filmado sin la supervisión de Minear y a cargo de ejecutivos de FOX. Se hablaba de que el DVD también incluiría la serie corta Strange World de 1999 hecha por el cocreador de The Inside, Howard Gordon, para hacer un set de 26 episodios. Pero nada fue confirmado.

## Personajes
- Virgil "Web" Webster (Peter Coyote): El supervisor. Aparentemente no está casado. Escogió a su equipo basándose en sus secretos, debilidades y fortalezas. Siempre está dispuesto a presionar a sus agentes al máximo, especialmente a la Agente Locke, cosa que disgusta al Agente Ryan. También es conocido por romper las reglas o justificar acciones.

- Rebecca Locke (Rachel Nichols) es la nueva agente novata traída por Web, quien quiere usar su don para su beneficio. Ella es capaz de ponerse en el lugar de las víctimas, dado que ella misma fue una. Esto le permite adentrarse en la mente de los criminales de una manera excelente. Minear, el creador de la serie, la describe como "un personaje sin interior", de aquí el título de la serie.  is the rookie field agent brought in by Web, who wishes to use her gift to his advantage. She is able to put herself in the shoes of the victims, since she was one herself. This makes her excellent at getting inside the mind of a killer. Series creator Minear described her as a "character with no inside," hence the show's title.[2] Con asuntos de confianza pura y falta de vida social, ella lentamente empieza a acercarse más a sus colegas a medida que la serie progresa.

- Paul Ryan (Jay Harrington) es un agente joven y casado, a quien Web escogió para ser su conciencia. Idealista y buena persona, ve las cosas en blanco y negro. A menudo trabaja en pareja con la Agente Locke, lo que lo lleva a descubrir su pasado secreto. En más de una ocasión, él y Web han tenido choques por tener principios diferentes. Originalmente su nombre iba a ser Paul Fatorre.[3]

- Danny Love (Adam Baldwin) es un ex-marino torpe y crudo, pero no sin su propia moral y tiene una cierta relación con la Agente Melody Sim. Originalmente su nombre iba a ser Danny Coulter.[3]

- Melody Sim (Katie Finneran) es una agente perspicaz, inteligente y amigabile que siempre se queja de su falta de vida social y lleva una buena amistad con Danny.

- Carter Howard (Nelsan Ellis) es el genio tecnológico del grupo; aparece siempre que el equipo necesita de su experticia tecnológica.